# ティム・スウィンソン
ティム・スウィンソン（Tim Swinson、1987年2月17日 - ）は、RFUチャンピオンシップサラセンズに所属するラグビーユニオン選手。

## プロフィール
- イングランド・ロンドン出身。
- ポジションはロック(LO)、フランカー(FL)。
- 身長 193cm、体重 116kg
- スコットランド代表通算キャップ数は38。
- ラグビーワールドカップ2015のスコットランド代表に選ばれた[1]。

## 略歴
ニューカッスル・ファルコンズを経て、2012年、グラスゴー・ウォリアーズに加入。 
2020年5月、現役引退を表明したが、同年7月、引退を撤回してサラセンズに加入。 